# 鸡脚连
鸡脚连（学名：Berberis paraspecta）为小檗科小檗属下的一个种。

## 扩展阅读
- 維基物種上的相關：鸡脚连